# Trillium persistens
Trillium persistens là một loài thực vật có hoa trong họ Melanthiaceae. Loài này được W.H.Duncan miêu tả khoa học đầu tiên năm 1971.